# Shortest seek time first
Shortest Seek Time First (SSTF, la búsqueda más corta primero) es un algoritmo de planificación de E/S para dispositivos de bloques (discos duros).

## Descripción
Es una mejora directa del algoritmo FIFO para planificación de E/S. La unidad mantiene un buffer de peticiones entrantes, y junto a estas se añade un número que indica el cilindro al que tienen que acceder. Cuanto más pequeño es el número significa que el cilindro está más cerca del eje.
SSTF determina qué petición está más cerca de la posición actual del cabezal y hace que esa sea la siguiente.

## Análisis
SSTF tiene la ventaja de ser un algoritmo muy simple y que mejora claramente el método FIFO, en el sentido de que reduce drásticamente el número de saltos que tiene que realizar el cabezal haciendo que el tiempo medio de respuesta se reduzca.
Sin embargo, dado que el buffer siempre está recibiendo nuevas peticiones, las peticiones que hacen referencia a posiciones alejadas del cabezal podrían verse perjudicadas por este método si llegan muchas peticiones cercanas al cabezal. Esto podría terminar provocando inanición en las peticiones de E/S.
Existen diversos algoritmos que solucionan esto. Uno de ellos el algoritmo del ascensor.